# Simulium jnabsium
Simulium jnabsium är en tvåvingeart som beskrevs av Craig 1997. Simulium jnabsium ingår i släktet Simulium och familjen knott. Inga underarter finns listade i Catalogue of Life.